# Радослав Градишнић
Радослав Градишнић (12. век) је био српски кнез и владар Дукље, од око 1143. до око 1163. године.

## Биографија
Краља Градихну наследио је син Радослав који је уз пристанак свог штићеника византијског цара Манојла наследио свог оца и поседе у Зети али не као краљ већ као кнез. Радослав је у време наслеђивања поседа имао око 18 година и територијом је управљао заједно са браћом Лобаром и Владимиром. У његово доба краљевство је и формално престало да постоји, а земља је запала у феудалну анархију.
У ово доба појавили су се и нови актери на политичкој сцени, Јована II Комнина наследио је Манојло I Комнин (1143 – 1180) који је успешно повратио моћ Византије на Балкану. Великог Рашког жупана Уроша I, заменио је син Урош II који је са братом Десом водио борбу за независност земље. Њихова сестра угарска краљица Јелена била је најмоћнија жена у Угарској и мајка будућих краљева, док је њихов трећи брат Белош 1141. постао Хрватски бан и један од најмоћнијих људи у Угарској. Рашки жупани имали су велику подршку Угарске, а у Босни је од 1154. владао бан Борић Угарски вазал и савезник Вукановића. Кнез Радослав, штићеник Византије, био је окружен противницима свог сизирена.
Између (1143 – 1149) племство је срушило кнеза Радослава и на власт довела Десу Вукановића који је постао нови кнез. Радославу и његовој браћи остао је појас око Котора који су борбом задржали. Године 1149. Манојло Комнин предузео је поход против Срба и заузео престони Рас и тврђаву Галич, али није успео да ухвати Уроша II, који му је измакао. Следеће 1150. године Манојло је предузео други поход против Срба и поразио их у бици на Тари. Тада му се Урош II, предао и обавезао на послушност. Могуће је да је том приликом и Деса морао напустити Зету у корист Радослава који је поново завладао земљом и поново постао кнез.
Манојло је од (1151 – 1155) водио дуге и исцрпљујуће ратове против Угарске због помоћи који су они указивали Србима током рата. У то време и Рашки двор трпео је унутардинастијске потресе између браће Десе и Уроша II око позиције Рашког жупана и политике према Византији. Тако је на кратко Деса постао жупан, али је интервенцијом Манојла Комнина Урош II враћен на позицију жупана. Мир са Византијом трајао све до 1162. године када се рашки жупан одметнуо од Византинаца. Тада је Манојло успео да на рашки престо уместо Уроша II, доведе бана Белоша Након кратког времена, Белош је ову част препустио брату Деси и вратио се у Угарску.
У ово време на политичкој сцени ступају нове личности, Угарски престо наследио је Јеленин унук Стефан III (1162 – 1172), а у Рашкој се након Десиног нелојалног држања према Византији појављују Немањићи који преузимају титулу Рашког жупана. У ово доба, негде око 1163. године умро је и кнез Радослав остављајући своје поседе и кнежевску титулу сину Михајлу.

## Извори и литература
Извори
- Кунчер, Драгана (2009). Gesta Regum Sclavorum. 1. Београд-Никшић: Историјски институт, Манастир Острог.
- Живковић, Тибор (2009). Gesta Regum Sclavorum. 2. Београд-Никшић: Историјски институт, Манастир Острог.
- Мијушковић, Славко, ур. (1988) [1967]. Љетопис попа Дукљанина (2. изд.). Београд: Просвета & Српска књижевна задруга.
- Mošin, Vladimir, ур. (1950). Ljetopis popa Dukljanina. Zagreb: Matica hrvatska.
- Шишић, Фердо, ур. (1928). Летопис Попа Дукљанина. Београд-Загреб: Српска краљевска академија.

Литература
- Веселиновић, Андрија; Љушић, Радош (2008). Српске династије (2. изд.). Београд: Службени гласник.
- Живковић, Тибор (2006). Портрети српских владара (IX-XII век). Београд: Завод за уџбенике и наставна средства.
- Живковић, Тибор (2006). „Дукља између Рашке и Византије у првој половини XII века”. Зборник радова Византолошког института. 43: 451—466.
- Živković, Tibor (2008). Forging unity: The South Slavs between East and West 550-1150. Belgrade: The Institute of History.
- Калић, Јованка (1981). „Српски велики жупани у борби с Византијом”. Историја српског народа. књ. 1. Београд: Српска књижевна задруга. стр. 197—211.
- Ковачевић, Јован (1967). „Од доласка Словена до краја XII вијека”. Историја Црне Горе (PDF). 1. Титоград: Редакција за историју Црне Горе. стр. 279—444.
- Ћирковић, Сима (1981). „Осамостаљивање и успон дукљанске државе”. Историја српског народа. књ. 1. Београд: Српска књижевна задруга. стр. 180—196.
- Fine, John Van Antwerp Jr. (1991) [1983]. The Early Medieval Balkans: A Critical Survey from the Sixth to the Late Twelfth Century. Ann Arbor, Michigan: University of Michigan Press.